# Autovía LL-11
La LL-11 o Acceso este a Lérida, es una autovía que empieza en la Autovía del Nordeste (A-2), y finaliza en la LL-12, al sur de Lérida. Tiene una longitud de 12 km, y 7 enlaces.
Esta autovía se construyó el año 2004 sobre el antiguo trazado de la N-II, que atravesaba el polígono de la ciudad de Lérida. 

## Tramos
| Denominación | Tramo                                                           | km  | Año servicio |
| ------------ | --------------------------------------------------------------- | --- | ------------ |
| LL-11        | Alamús A-2 - Lérida Avenida de la Industria                     | 9,2 | 2004         |
| LL-11        | Lérida Avenida de la Industria - Lérida Avenida de las Garrigas | 1,5 | ¿1957?       |
| LL-11        | Lérida Avenida de las Garrigas - Lérida Plaza Ejército N-2      | 2   | 1973         |

## Salidas
| Número de salida | Nombre de salida                                                                                               | Carretera que enlaza |
| ---------------- | --- | -------------------- |
|                  | Barcelona Mollerusa                                                                                            | A-2                  |
| 1                | Bell-lloc de Urgell Mollerusa                                                                                  | N-IIa                |
|                  | Els Alamus | LV-2003              |
|                  | Balaguer Tremp N-240 Tarragona                                                                                 | C-13B                |
|                  | Balaguer La Seu d'Urgell Andorra A-2 Zaragoza N-230 A-14 Viella N-240 A-22 Huesca N-240 Tarragona C-12 Tortosa | C-13                 |
|                  | Els Magraners Pardinyes El Segre                                                                               | N-240a               |
|                  | Lleida Av. de les Garrigues Albatarrec Artesa de Lleida                                                        | C-230a               |
|                  | Lleida (centro ciudad) La Bordeta L-702 Artesa de Lleida C-230a Albatarrec                                     |                      |
|                  | E-90 AP-2 Zaragoza Barcelona C-12 Flix Tortosa                                                                 | LL-12                |